# Andrei Jurjewitsch Demanow

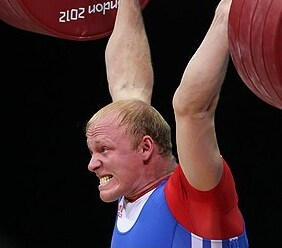
Andrei Jurjewitsch Demanow, 2012

Andrei Jurjewitsch Demanow (russisch Андрей Юрьевич Деманов; * 15. Juli 1985 in Kuibyschew) ist ein russischer Gewichtheber. Er wurde 2011 und 2014 Europameister im Zweikampf im Mittelschwer- bzw. Schwergewicht.

## Werdegang
Andrei Demanow begann als Jugendlicher mit dem Gewichtheben. Er ist Student und startet für einen Sportclub aus Kasan. Der 1,78 Meter große Athlet begann seine internationale Gewichtheberlaufbahn bei den Junioreneuropameisterschaften (U 20) 2003 in Valencia im Mittelschwergewicht, der Gewichtsklasse, in der er bis 2012 ausschließlich startete. Er erreichte dabei 347,5 kg (150–197,5) und kam auf den 6. Platz. Mit seiner Leistung von 197,5 kg im Stoßen gewann er bei seinem ersten internationalen Wettstreit eine Bronzemedaille. In seiner weiteren Laufbahn zeigte sich, dass speziell das Stoßen seine besondere Stärke ist.
2004 wurde er in Burgas Junioren-Europameister (U 20) im Zweikampf mit 370 kg (165–205). Auch in den jeweiligen Einzeldisziplinen Reißen und Stoßen siegte er. Im Mai 2005 gewann Andrei Demanow bei den Juniorenweltmeisterschaften (U 20) in Busan mit 168 kg den Titel im Reißen. Im Stoßen, seiner Paradedisziplin, unterlief ihm aber das Missgeschick mit 204 bzw. 205 kg drei Fehlversuche zu fabrizieren. Damit kam er auf keine Zweikampfergebnis und blieb unplatziert. Dies blieb der einzige Totalausfall in seiner langen Karriere!
2006 startete Andrei Demanow erstmals bei den russischen Meisterschaften im Seniorenbereich. Er erzielte dabei im Zweikampf 389 kg (171–218), womit er hinter Roman Konstantinow, 398 kg (180–218) und Muchamad Sosajew, 395 kg (177–218) auf den 3. Platz kam. Im Juni 2006 setzte ihn der russische Gewichtheberverband erstmals bei internationalen Seniorenmeisterschaften, der Europameisterschaften in Władysławowo/Polen ein. Er steigerte sich dort im Zweikampf auf 393 kg (176–217), womit er Vize-Europameister wurde. Im Reißen und Stoßen gewann er jeweils eine Bronzemedaille. 2007 kam er bei den russischen Meisterschaften mit 392 kg (177–217) hinter Chadschimurat Akkajew, der 399 kg (182–217) erzielte, auf den 2. Platz. Einen leistungsmäßigen Rückschlag musste er bei den Europameisterschaften im April 2007 in Straßburg hinnehmen, wo er im Zweikampf nur auf 368 kg (165–203) kam und keine Medaille gewann. Im September 2007 war er bei den Weltmeisterschaften in Chiang Mai/Thailand wieder in besserer Form und kam im Zweikampf auf 387 kg (170–217), womit er den 4. Platz erreichte.
Bei den russischen Meisterschaften 2008 kam Andrei Demanow mit 385 kg (170–215) hinter Chadschimurat Akkajew, 395 kg (180–215) und Andrei Skorobogatow, 392 kg (177–215) auf den 3. Platz. Er wurde dann auch bei den Europameisterschaften 2008 in Lignano eingesetzt und gewann dort zwei Silbermedaillen, nämlich im Zweikampf mit 385 kg (172–213) und im Stoßen mit 213 kg. Für die Gewichtheber-Wettkämpfe bei den Olympischen Spielen 2008 in Peking wurde er nicht nominiert.
Im Jahre 2009 reichten für Andrei Demanow 395 kg (178–217), die er bei den russischen Meisterschaften im Zweikampf erzielte, wieder nur zum 3. Platz hinter Wassili Polownikow, 406 kg (180–226) und Chadschimurat Akkajew, 406 (186–220). Er wurde aber bei den Europameisterschaften, die im April 2009 in Bukarest stattfand, eingesetzt, war dort aber in keiner guten Form. Er erzielte dort im Zweikampf 380 kg (170–210). Diese Zweikampfleistung reichte aber zum 3. Platz hinter Jürgen Spieß aus Deutschland, 390 kg (178–212) und Nikolaos Kourtidis, Griechenland, 385 kg (175–210). Bei den Weltmeisterschaften 2009 in Goyang erzielte er 381 kg (171–210) und kam im Zweikampf auf den 5. Platz. Auch mit seinen Leistungen im Reißen und Stoßen gewann er dort keine Medaille.
2010 steigerte sich Andrei Demanow bei den russischen Meisterschaften im Zweikampf auf 403 kg (177–226). Diese Leistung wurde aber noch von Alexander Iwanow übertroffen, der auf 408 kg (183–225) kam und Andrei Demanow damit im Zweikampf auf den 2. Platz verwies. Dieser war in diesem Jahr nicht bei den Europameisterschaften, aber bei den Weltmeisterschaften in Antalya am Start. Er kam dort im Zweikampf nur auf 393 kg (175–218), die nur zum 4. Platz reichten. Mit seiner Stoßleistung von 218 kg gewann er aber eine WM-Bronzemedaille, die erste WM-Medaille im Seniorenbereich in seiner Laufbahn.
2011 gewann Andrei Demanow zwei wichtige Meistertitel. Er wurde erstmals russischer Meister im Zweikampf mit 393 kg (175–218) und verwies damit Alexander Iwanow, der auf 392 kg (177–215) kam, auf den 2. Platz. Im April 2011 wurde er in Kasan auch erstmals Europameister im Zweikampf mit 391 kg (171–220). Mit seiner Stoßleistung von 220 kg gewann er ebenfalls. Im August 2011 siegte er in Shenzhen/China mit 390 kg (177–213) auch bei der Universiade. Bei den Weltmeisterschaften dieses Jahres in Paris steigerte er sich im Zweikampf auf 398 kg (178–220), kam damit aber nur auf den 6. Platz. Auch mit seinen Leistungen im Reißen und Stoßen gewann er keine Medaille. Weltmeister im Zweikampf wurde in Paris Ilja Iljin aus Kasachstan, der im Zweikampf 407 kg (181–226) erzielte.
Bei den russischen Meisterschaften 2012 steigerte sich Andrei Demanow im Zweikampf auf hervorragende 407 kg (181–226) und wurde mit dieser Leistung doch nur Zweiter hinter Alexander Iwanow, der sich auf 411 kg (185–226) steigerte. Im Juli 2012 wurde er dann bei den Olympischen Spielen in London eingesetzt. Er erzielte auch dort im Zweikampf 407 kg und verpasste mit dieser guten Leistung doch knapp die Medaillenränge, weil er einige Gramm schwerer war als Anatolii Cîrîcu aus Moldawien. Olympiasieger wurde zunächst der 2016 wegen Dopings disqualifizierte Kasache Ilja Iljin, vor Alexander Iwanow, 409 kg (185–224) und Anatolii Cîrîcu, 407 kg (181–226).
2013 wechselte Andrei Demanow vom Mittelschwergewicht in das Schwergewicht, der Gewichtsklasse bis 105 kg Körpergewicht. Das Jahr 2013 war schon das elfte Jahr, in dem er auf höchstem Leistungsniveau in der absoluten Weltspitze mithob und in dem sich die enorme Trainingsbelastung all dieser Jahre zeigte. Er kam bei den russischen Meisterschaften in der neuen Gewichtsklasse mit 385 kg (175–210) nur auf den 8. Platz und wurde deshalb in diesem Jahr weder bei der Europa- und noch bei der Weltmeisterschaft eingesetzt. Er startete aber bei der Universiade in Kasan und erzielte dort im Zweikampf 406 kg (180–226) und wurde damit hinter Ruslan Nurudinow, Usbekistan, 412 kg (190–220) zweiter Sieger.
2014 war er bei den russischen Meisterschaften nicht am Start, erhielt aber trotzdem das Vertrauen des Verbandes bei den Europameisterschaften, die im April dieses Jahres in Tel Aviv stattfand. Er erzielte dort im Schwergewicht 405 kg (182–222) und wurde damit Europameister im Zweikampf vor Timur Nanijew, Russland, 404 kg (182–222) und dem Ex-Weltmeister Andrej Aramnau, Weißrussland, 396 kg (184–212).
Eine Überprüfung der Dopingprobe Demanows von den Olympischen Spielen 2012 war positiv auf Turinabol. Er wurde deswegen 2016 nachträglich disqualifiziert.

## Internationale Erfolge
| Jahr | Platz | Wettbewerb                     | Gewichtsklasse | Ergebnisse |
| 2003 | 6.    | Junioren-EM (U 20) in Valencia | Mittelschwer   | mit 347,5 kg (150–197,5); Sieger: Mykola Gordiychuk, Ukraine, 377,5 kg (177,5–200)                                                                                  |
| 2004 | 1.    | Junioren-EM (U 20) in Burgas   | Mittelschwer   | mit 370 kg (165–205), vor Anton Obodowsky, Ukraine, 342,5 kg (150–192,5)                                                                                            |
| 2005 | unpl. | Junioren-WM (U 20) in Busan    | Mittelschwer   | nach 168 kg im Reißen (Platz 1) drei Fehlversuche im Stoßen mit 204 bzw. 205 kg                                                                                     |
| 2006 | 2.    | EM in Władysławowo             | Mittelschwer   | mit 393 kg (176–217), hinter Szymon Kolecki, Polen, 394 kg (175–219), vor Nikolaos Kourtinidis, Griechenland, 387 kg (172–215)                                      |
| 2007 | 8.    | EM in Straßburg                | Mittelschwer   | mit 368 kg (165–213); Sieger: Szymon Kolecki, 395 kg (177–218) vor Roman Konstantinow, Russland, 393 kg (176–217)                                                   |
| 2007 | 4.    | WM in Chiang Mai/Thailand      | Mittelschwer   | mit 387 kg (170–217), hinter Roman Konstantinow, 397 kg (177–220), Coba Yoandry Hernandez, Kuba, 393 kg (173–220) und Szymon Kolecki, 392 kg (173–219)              |
| 2008 | 2.    | EM in Lignano                  | Mittelschwer   | mit 385 kg (172–213), hinter Szymon Kolecki, 397 kg (173–220), vor Muchamed Sosajew, Russland, 384 kg (174–210)                                                     |
| 2009 | 3.    | EM in Bukarest                 | Mittelschwer   | mit 380 kg (170–210), hinter Jürgen Spieß, Deutschland, 390 kg (178–212) und Nikolaos Kourtinidis, Griechenland, 385 kg (175–210)                                   |
| 2009 | 5.    | WM in Goyang                   | Mittelschwer   | mit 381 kg (171–210); Sieger: Wladimir Sedow, Kasachstan, 402 kg (185–217) vor Nizami Paschajew, Aserbaidschan, 387 kg (177–210)                                    |
| 2010 | 4.    | WM in Antalya                  | Mittelschwer   | mit 393 kg (175–218), hinter Alexander Iwanow, Russland, 403 kg (185–218), Artem Iwanow, Ukraine, 402 kg (185–217) und Valeriu Calancea, Rumänien, 397 kg (177–220) |
| 2011 | 1.    | EM in Kasan                    | Mittelschwer   | mit 391 kg (171–220), vor Anatolii Cîrîcu, Moldawien, 390 kg (173–217) und Aurimas Didžbalis, Litauen, 382 kg (177–205)                                             |
| 2011 | 1.    | Universiade in Shenzhen/China  | Mittelschwer   | mit 390 kg (177–213), vor Aurimas Didzbalis, 387 kg (180–207) |
| 2011 | 6.    | WM in Paris                    | Mittelschwer   | mit 398 kg (178–220); Sieger: Ilja Iljin, Kasachstan, 407 kg (181–226) vor Artem Iwanow, 407 kg (186–221)                                                           |
| 2011 | 1.    | Präsidenten-Cup in Belgorod    | Mittelschwer   | mit 387 kg (170–217), vor Alexander Iwanow, 386 kg (176–210) und Auremas Didzbalis, 385 kg (177–208)                                                                |
| 2012 | 4.    | OS in London                   | Mittelschwer   | mit 407 kg (182–225), hinter Alexander Iwanow, 409 kg (185–224) und Anatolii Cîrîcu, 407 kg (181–226)                                                               |
| 2013 | 2.    | Universiade in Kasan           | Schwer         | mit 406 kg (180–226), hinter Ruslan Nurudinow, Usbekistan, 412 kg (190–222), vor Dawid Bedschanjan, Russland, 403 kg (179–224)                                      |
| 2014 | 1.    | EM in Tel Aviv                 | Schwer         | mit 405 kg (183–222), vor Timur Nanijew, Russland, 404 kg (182–222) und Andrej Aramnau, Weißrussland, 396 kg (184–212)                                              |

## WM- und EM-Einzelmedaillen
- WM-Bronzemedaillen: 2010/Stoßen
- EM-Goldmedaillen: 2011/Stoßen
- EM-Silbermedaillen: 2008/Stoßen – 2014/Reißen – 2014/Stoßen
- EM-Bronzemedaillen: 2006/Reißen – 2006/Stoßen – 2009/Stoßen – 2011/Reißen

## Russische Meisterschaften (Zweikampf)
| Jahr | Platz | Gewichtsklasse | Ergebnisse |
| 2006 | 3.    | Mittelschwer   | mit 389 kg (171–218), hinter Roman Konstantinow, 398 kg (180–218) und Muchamad Sosajew, 395 kg (177–218)                                    |
| 2007 | 2.    | Mittelschwer   | mit 392 kg (177–217), hinter Chadschimurat Akkajew, 399 kg (182–217), vor Alexander Grischin, 372 kg (167–205)                              |
| 2008 | 3.    | Mittelschwer   | mit 385 kg (170–215), hinter Chadschimurat Akkajew, 395 kg (180–215) und Andrei Skorobogatow, 392 kg (177–215)                              |
| 2009 | 3.    | Mittelschwer   | mit 395 kg (178–217), hinter Wassili Polownikow, 406 kg (180–226) und Chadschimurat Akkajew, 406 kg (186–220)                               |
| 2010 | 2.    | Mittelschwer   | mit 403 kg (177–226), hinter Alexander Iwanow, 408 kg (183–225), vor Alexander Grischin, 385 kg (175–210)                                   |
| 2011 | 1.    | Mittelschwer   | mit 393 kg (175–218), vor Alexander Iwanow, 392 kg (177–215) und Roman Chamatschin, 386 kg (170–216)                                        |
| 2012 | 2.    | Mittelschwer   | mit 407 kg (181–226), hinter Alexander Iwanow, 411 kg (185–226)                                                                             |
| 2013 | 8.    | Schwer         | mit 385 kg (175–210); Sieger: Martin Sabandijew, 405 kg (185–220), vor Alexander Tschempikow, 404 kg (188–216) und Dmitri Klokow, (401-215) |

Erläuterungen
- alle Wettkämpfe im olympischen Zweikampf, bestehend aus Reißen und Stoßen
- OS = Olympische Spiele, WM = Weltmeisterschaften, EM = Europameisterschaften
- Mittelschwergewicht, Gewichtsklasse bis 94 kg, Schwergewicht, bis 105 kg Körpergewicht